# Український Аґрономічний Вістник
«Український Аґрономічний Вістник» — єдиний у другій Речі Посполитій науковий український агрономічний журнал; виходив 1934—1938 у Львові, спершу щоквартально, згодом неперіодично; загалом 6 книг. Редактор і видавець Євген Храпливий. Зміст складали статті, рецензії і реферати, багата хроніка.